# Prima Categoria (1908)
Prima Categoria 1908 (z wł. Pierwsza Kategoria) – 11. edycja najwyższej w hierarchii klasy mistrzostw Włoch w piłce nożnej, organizowanych przez FIF, które odbyły się od 1 marca 1908 do 17 maja 1908. Mistrzem został Pro Vercelli, zdobywając swój pierwszy tytuł.

## Organizacja
Liczba uczestników została zmniejszona z 6 do 4 drużyn. Turniej odbywał się równolegle z Federalnymi Mistrzostwami Pierwszej Kategorii w 1908 roku (wł. Campionato Federale di Prima Categoria), zwycięzca których otrzymywało tytuł "Federalnego Mistrza Włoch", które później zostało nieuznane przez FIF. Na spotkaniu 20 października 1907 roku Prezes Doria Oberti przedstawił program, w którym zaproponował podzielenie pierwszej i drugiej kategorii (ale nie trzeciej) na dwa równoległe mistrzostwa:
- włoskie (w którym tytuł "Mistrza Włoch" i nowego Pucharu Romolo Buni) tylko dla zawodników posiadających obywatelstwo włoskie;
- federalne (w którym tytuł "Federalnego Mistrza Włoch" i prestiżowego Pucharu Spensley), który był otwarty dla wszystkich graczy, w tym zagranicznych.

W Federalnych Mistrzostwach Pierwszej Kategorii wzięło udział 2 kluby (Andrea Doria i Juventus-mistrz, Milanese zrezygnował).

## Kluby startujące w sezonie
| Klub         | Miasto   | Region    |
| ------------ | -------- | --------- |
| Andrea Doria | Genua    | Liguria   |
| Juventus     | Turyn    | Piemont   |
| Milanese     | Mediolan | Lombardia |
| Pro Vercelli | Vercelli | Piemont   |

## Eliminacje

### Piemont
1 marca
Pro Vercelli – Juventus 1:1
8 marca
Juventus – Pro Vercelli 0:2
awans: Pro Vercelli

### Lombardia
awans: Milanese

### Liguria
- awans: Andrea Doria[2]

## Runda finałowa
| #  | Klub         | M | Zw. | Rem. | Por. | BR | BS | +/- | Pkt. |
| -- | ------------ | - | --- | ---- | ---- | -- | -- | --- | ---- |
| 1. | Pro Vercelli | 6 | 4   | 2    | 2    | 0  | 4  | 2   | +2   |
| 2. | Milanese     | 5 | 4   | 2    | 1    | 1  | 7  | 3   | +4   |
| 3. | Andrea Doria | 1 | 4   | 0    | 1    | 3  | 4  | 10  | -6   |

22 marca
Milanese – Andrea Doria 5:1
29 marca
Pro Vercelli – Milanese 0:0
5 kwietnia
Andrea Doria – Pro Vercelli 1:2
26 kwietnia
Pro Vercelli – Andrea Doria 1:1
3 maja
Milanese – Pro Vercelli 1:2
Ostatni mecz Pro Vercelli rozegrał w składzie: Innocenti, Salvaneschi, Celoria, Ara, Milano I, Leone, Romussi, Bertinetti, Fresia, Visconti, Rampini I.
17 maja
Andrea Doria – Milanese 1:2